# Pelé

Minister sportu Brazylii Pelé i prezydent USA Bill Clinton (1997)

Pelé, właśc. Edson Arantes do Nascimento (ur. 23 października 1940 w Três Corações, zm. 29 grudnia 2022 w São Paulo) – brazylijski piłkarz występujący na pozycji napastnika. Trzykrotny mistrz świata (1958, 1962 i 1970). Działacz sportowy, polityk, honorowy prezydent New York Cosmos, w latach 1995–1998 minister sportu Brazylii. Wieloletni zawodnik brazylijskiego klubu Santos FC. W 1974 przeniósł się do New York Cosmos, gdzie w 1977 zakończył karierę. Powszechnie uważany za jednego z najlepszych piłkarzy wszech czasów. W 2000 roku wraz z Diego Maradoną został wybrany najlepszym piłkarzem XX wieku.
Zdobywając średnio prawie gola na mecz w całej swojej karierze, Pelé był biegły w uderzaniu piłki obiema stopami, a także przewidywał ruchy przeciwników na boisku. Chociaż był głównie napastnikiem, odgrywał również rolę rozgrywającego. W Brazylii został okrzyknięty bohaterem narodowym za swoje osiągnięcia w piłce nożnej i otwarte poparcie dla polityki poprawiającej warunki socjalne ubogich. W trakcie swojej kariery i na emeryturze Pelé otrzymał liczne nagrody indywidualne i zespołowe za swoje występy na boisku, rekordowe osiągnięcia i dziedzictwo w sporcie.

## Życiorys

### Kariera klubowa
Od urodzenia był związany z piłką nożną. Jego ojciec, João Ramos do Nascimento był środkowym napastnikiem, lecz kontuzja uniemożliwiła mu kontynuowanie kariery. Jego rodzina nie należała do zamożnych i jako chłopiec dorabiał jako pucybut. Pelégo poznał dawny reprezentant Brazylii, Waldemar de Brito i zachwycony jego talentem, uczynił go piłkarzem Santos FC, gdzie zadebiutował w wieku 15 lat (7 września 1956) w meczu przeciwko Corinthians Santo André (7:1) strzelając jedną z bramek. Ostatnim występem był rozegrany 2 października 1974 mecz z Ponte Preta, wygrany przez Santos 2:0. Pelé występował w Santosie 18 lat, a zdobył z nim Puchar Interkontynentalny i Klubowy Puchar Ameryki Południowej.
W 1974 roku zdecydował o zakończeniu kariery. Po pewnym czasie postanowił kontynuować karierę w klubie New York Cosmos, gdzie wówczas grali inni znani piłkarze. Ostatni oficjalny mecz z jego udziałem odbył się 1 października 1977 roku. Spotkały się w nim drużyny: Cosmosu i Santosu, a w każdym z klubów rozegrał po jednej połowie.

### Kariera reprezentacyjna
Zadebiutował w reprezentacji Brazylii w wieku zaledwie 16 lat w meczu rozegranym 7 lipca 1957 w Rio de Janeiro przeciwko Argentynie. Zdobył w tym meczu gola, ale Brazylia przegrała 1:2. Był to zarazem jedyny występ w barwach „canarinhos”, w którym strzelił bramkę i zszedł z boiska pokonany. Mimo młodego wieku został zabrany na mistrzostwa świata w 1958 roku w Szwecji. Początek tych mistrzostw Brazylia z Pelém na ławce rezerwowych grała słabo. Wtedy trener Feola postanowił zaryzykować i wystawił go do pierwszego składu. Jego gra wprawiła kibiców w zachwyt, zaś Brazylia wygrała mistrzostwa. W nagrodę za występ dostał od miasta nowy samochód. Po mistrzostwach, jako gwiazda Santosu zdobywał mistrzostwa stanu São Paulo.
Na kolejnych mistrzostwach świata w Chile zagrał tylko w dwóch meczach, gdyż doznał kontuzji  naderwania mięśnia w meczu z Czechosłowacją. Mistrzostwa świata w Anglii były w wykonaniu Brazylijczyków bardzo nieudane, a sam Pelé nie mógł rozwinąć skrzydeł, gdyż padał ofiarą fauli. W czasie tych mistrzostw, Pele strzelił jedną bramkę, a Brazylia nie wyszła z grupy.  Na kolejne mistrzostwa świata w Meksyku, mimo deklaracji, że na nich nie wystąpi, pojechał. Zdobył tam mistrzostwo, a drużyna, w której grał, uchodzi za jedną z najlepszych w historii. Po zakończeniu mistrzostw zrezygnował z występów w reprezentacji.
Wystąpił w 91 oficjalnych meczach reprezentacji narodowej i strzelił w nich 77 bramek. Razem z drużyną Brazylii zanotował 66 zwycięstw, 14 remisów i 11 porażek. Gole strzelał w 51 meczach (w 40 nie wpisał się na listę strzelców), siedmiokrotnie popisując się hat-trickiem (w tym dwukrotnie w meczach z Francją). Dwanaście razy zdobył 2 bramki, a 32 razy jednego gola. Wystąpił przeciwko 29 drużynom narodowym, najwięcej przeciw Argentynie – 10 razy. Najczęściej (dziesięciokrotnie) trafiał do bramki Paragwaju.
Łącznie wystąpił w czterech edycjach mistrzostw świata (1958, 1962, 1966 i 1970), które 3-krotnie z Brazylią wygrał. Zagrał w nich łącznie 14 meczów (12 zwycięstw, jeden remis i jedna porażka) i strzelił 12 bramek.
Uczestniczył tylko w jednym turnieju Copa América (1959), w którym poprowadził Brazylię do 4 zwycięstw i 2 remisów, a także zdobył koronę króla strzelców (8 goli w 6 meczach). To jednak (wobec 5 zwycięstw i 1 remisu Argentyny) okazało się niewystarczające do zdobycia tytułu i Brazylia zajęła 2. miejsce.
Przygodę z kadrą narodową zakończył 18 lipca 1971 meczem z Jugosławią (2:2), także w Rio de Janeiro.
Wystąpił ponadto w 23 nieoficjalnych meczach Brazylii i zdobył w nich 18 bramek. Wśród nich jest występ przeciwko reprezentacji FIFA (6 listopada 1968, wygrany przez Brazylię 2:1) uważany przez niektóre źródła (zwłaszcza brazylijskie) za oficjalny, jednak FIFA w 2001 roku wykreśliła go z listy meczów oficjalnych.
Reprezentacja Brazylii nie przegrała meczu piłki nożnej mając w składzie zawodników Pelé i Garrincha (32 mecze, 29 zwycięstw).

### Po zakończeniu kariery
Tuż po końcu swojej piłkarskiej przygody został dyrektorem sportowym Santosu, a w 1995 roku objął stanowisko ministra sportu Brazylii, które piastował 3 lata. Zaczął pracę nad ustawą dotyczącą przejrzystości i etycznego funkcjonowania klubów piłkarskich. Chciał aby piłkarze po wypełnieniu kontraktu byli wolnymi zawodnikami. Próbował swoich sił jako komentator telewizyjny. Napisał książkę ze swoimi wspomnieniami. Grał w filmie Ucieczka do zwycięstwa (reż. John Huston). Wziął udział w promowaniu wielu firm. Były to m.in. PepsiCo, Coca-Cola, Mastercard, Puma.
W 1999 Międzynarodowy Komitet Olimpijski ogłosił go najlepszym sportowcem XX wieku. Pelé był także ambasadorem dobrej woli UNESCO. Został odznaczony przez królową Elżbietę II honorową komandorią Orderu Imperium Brytyjskiego.
1 sierpnia 2010 podczas turnieju (Copa NYC) zorganizowanego na Flushing Meadows – Corona Park ogłoszono reaktywację klubu, prezydentem honorowym Cosmosu Nowy Jork został Brazylijczyk Pelé.

## Życie prywatne
W 1978 rozwiódł się z Rosemeri po dwunastu latach małżeństwa. Z tego związku ma trójkę dzieci: Kelly Christinę, Edinho oraz Jennifer. Miewał romanse, z których rodziło się jego potomstwo. W 2008 rozwiódł się ze swoją drugą żoną Assirą Seixas Lemos, z którą ma bliźnięta: Joshuę i Celeste. W 2016 roku, w wieku 75 lat, ożenił się po raz trzeci, z młodszą o 25 lat Marcią Aoki.
W maju 2014 roku, jego syn Edinho został skazany na 13 lat więzienia za pranie pieniędzy, które pochodziły z transakcji narkotykowych.
Ostatnie lata życia spędził w Guarujá. Na początku września 2021 roku przeszedł operację usunięcia guza po prawej stronie okrężnicy.
Zmarł 29 grudnia 2022 w szpitalu w São Paulo, gdzie przebywał od 29 listopada. Przez ostatnie lata życia toczył walkę z nowotworem jelita. Po jego śmierci, władze Brazylii ogłosiły trzydniową żałobę narodową. Pamięć piłkarza upamiętnili Robert Lewandowski, Cristiano Ronaldo, Kylian Mbappé, Lionel Messi, Neymar, Mohammed Salah, Achraf Hakimi, Erling Haaland, Gary Lineker oraz inni czołowi sportowcy i niektórzy światowi przywódcy. 
2 stycznia 2023 na stadionie Estádio Urbano Caldeira, odbywało się czuwanie przy trumnie Pelégo, któremu cześć oddało około 230 tysięcy ludzi, wśród nich byli m.in. szefowie licznych federacji piłkarskich z całego świata, w tym prezydent FIFA Gianni Infantino oraz prezydent Brazylii Luiz Inácio Lula da Silva. Pelé został pochowany obok swojego ojca na dziewiątym piętrze, cmentarza Memorial Necrópole Ecumênica w mieście Santos. 

## Osiągnięcia i rekordy
Z 12 bramkami jest na szóstym miejscu listy najskuteczniejszych strzelców mistrzostw świata, zaraz po Miroslavie Klose (16 goli), Ronaldo (15 goli), Gerdzie Müllerze (14 goli), Juście Fontaine (13 goli) i Lionelu Messim (13 goli). Poza tym jest jedynym piłkarzem, który ze swoją drużyną aż trzykrotnie zdobywał Puchar Świata (1958, 1962, 1970). Karierę czynnego piłkarza zakończył mając na koncie 1281 goli i 1363 rozegrane mecze. Był autorem 92 hat-tricków. W jednym z meczów strzelił 8 bramek. Podczas gali w Zurychu w 2014 roku otrzymał honorową „Złotą Piłkę”.

### Santos FC
- Campeonato Brasileiro Série A (6x): 1961, 1962, 1963, 1964, 1965, 1968[55]
- Copa Libertadores (2x): 1962, 1963[56]
- Puchar Interkontynentalny (2x): 1962, 1963[57]
- Superpuchar Interkontynentalny (1x): 1968[57]
- Campeonato Paulista (10x): 1958, 1960, 1961, 1962, 1964, 1965, 1967, 1968, 1969, 1973[58]
- Torneio Rio–São Paulo (3x): 1959, 1963, 1964[59]

### New York Cosmos
- North American Soccer League (1x): 1977[60]

### Reprezentacyjne
- Mistrzostwa świata (3x): 1958, 1962, 1970
- Wicemistrz Copa América (1x): 1959

### Pelé kontra drużyny narodowe
| Przeciwnik        | Mecze | Z  | R  | P  | Gole |
| ----------------- | ----- | -- | -- | -- | ---- |
| Argentyna         | 10    | 4  | 2  | 4  | 8    |
| Paragwaj          | 9     | 7  | 1  | 1  | 10   |
| Chile             | 7     | 7  | 0  | 0  | 8    |
| Portugalia        | 6     | 3  | 1  | 2  | 2    |
| Peru              | 5     | 4  | 1  | 0  | 3    |
| Anglia            | 4     | 4  | 0  | 0  | 1    |
| Bułgaria          | 4     | 3  | 1  | 0  | 3    |
| Czechosłowacja    | 4     | 2  | 2  | 0  | 4    |
| Meksyk            | 4     | 3  | 0  | 1  | 2    |
| Egipt             | 3     | 3  | 0  | 0  | 3    |
| Niemcy Zachodnie  | 3     | 2  | 1  | 0  | 2    |
| Szwecja           | 3     | 3  | 0  | 0  | 3    |
| Urugwaj           | 3     | 2  | 0  | 1  | 0    |
| Walia             | 3     | 3  | 0  | 0  | 4    |
| Związek Radziecki | 3     | 2  | 1  | 0  | 3    |
| Austria           | 2     | 1  | 1  | 0  | 1    |
| Francja           | 2     | 2  | 0  | 0  | 6    |
| Jugosławia        | 2     | 0  | 2  | 0  | 1    |
| Kolumbia          | 2     | 2  | 0  | 0  | 1    |
| Wenezuela         | 2     | 2  | 0  | 0  | 4    |
| Włochy            | 2     | 1  | 0  | 1  | 1    |
| Algieria          | 1     | 1  | 0  | 0  | 1    |
| Belgia            | 1     | 1  | 0  | 0  | 3    |
| Boliwia           | 1     | 1  | 0  | 0  | 1    |
| Dania             | 1     | 1  | 0  | 0  | 0    |
| Holandia          | 1     | 0  | 0  | 1  | 0    |
| Polska            | 1     | 1  | 0  | 0  | 0    |
| Rumunia           | 1     | 1  | 0  | 0  | 2    |
| Szkocja           | 1     | 0  | 1  | 0  | 0    |
| Suma              | 91    | 66 | 14 | 11 | 77   |

## Odznaczenia
- Order Zasługi dla Kultury (2002, Brazylia)[61]
- Kawaler Legii Honorowej (1963, Francja)
- Kawaler Komandor Orderu Imperium Brytyjskiego (1997, Wielka Brytania)